# Paulian, Satu Mare
Paulian (în maghiară Sándormajor) este un sat în comuna Doba din județul Satu Mare, Transilvania, România.

## Monumente
- În localitatea Paulian, pe marginea drumului E671, în intersecția ce duce spre satul Ghilvaci, a fost construit monumentul colonelului Constantin Paulian.[1]